# Civico museo di storia naturale Don Michelangelo Ambrosioni
Il Civico museo di storia naturale Don Michelangelo Ambrosioni è un museo di storia naturale situato a Merate, in provincia di Lecco.
Il museo nasce da una ricca collezione naturalistica che Michelangelo Ambrosioni, docente di scienze presso le scuole del Civico Collegio "Alessandro Manzoni" di Merate, raccolse durante oltre quarant’anni di insegnamento dal 1891 al 1935. Personalmente provvide alla raccolta e alla sistemazione del cospicuo, qualificato e tuttora ben conservato materiale scientifico. L'attuale esposizione rinnovata risale agli anni 1980.
All'interno del museo è presente anche una sala, inaugurata nel 1990, dedicata alla Resistenza italiana e al partigiano Giacinto Domenico Lazzarini, giusto fra le nazioni. L'ingresso al museo è gratuito.

## Storia e allestimento
Il professore don Michelangelo Ambrosioni (Carvico 1862 - Chignolo d'Isola 1937) si occupò dell'ideazione e realizzazione di un'esposizione didattica durante gli anni d'insegnamento delle scienze fisiche e naturali presso le Scuole del Civico Collegio “Alessandro Manzoni". Dopo la laurea in teologia e diritto canonico a Roma, fu allievo al Politecnico di Milano dell'abate geologo Antonio Stoppani per un biennio. Viaggiò nei periodi delle vacanze estive in Italia e all'estero (Russia, Spagna, Canarie, Turchia, Austria e altrove), ritornando con valigie piene di minerali, pietre, ossa, pelli, piume e altri reperti naturalistici, che gli consentirono di allestire il museo presso la propria abitazione in casa Penati vicino alla chiesa parrocchiale di Merate. Dopo la sua scomparsa a settantacinque anni, l'intera collezione fu donata al Comune di Merate, che decise di rivalutarla in termini divulgativi e scientifici, facendo nascere l'attuale museo naturalistico.
Le collezioni sono esposte presso alcune sale adiacenti alla biblioteca comunale, nella via storica che scende dalla Torre di Merate al Collegio dove Alessandro Manzoni risiedette durante l'adolescenza.
Tra le finalità del museo vi è quella di valorizzare in modo corretto il termine natura, unitamente all'auspicio che tale «rinnovato presidio culturale» stimoli studenti e cittadini. L'allestimento concilierebbe quindi finalità espositivo-conservative con finalità di promozione divulgativa sul territorio, quali il Parco regionale di Montevecchia e della Valle di Curone. Vi si testimonia la consistenza delle collezioni e l'auspicio di un inventario elettronico, riportando la piantina dei locali con colorazione differenziale delle vetrine di mineralogia, paleontologia e zoologia. La guida riporta le didascalie delle teche con approfondimenti per aiutare gli insegnanti a preparare le visite degli alunni.
Il percorso museale è ispirato alla suddivisione in biomi dell'Europa:
- L'esposizione mineralogica contiene principi di classificazione geochimica e spiegazioni su cosa siano i principali minerali, le rocce e i cristalli (elementi nativi, solfuri e affini, alogenuri, ossidi e idrossidi, carbonati, solfati, fosfati, arseniati, vanadati e, infine, silicati);[9]
- L'esposizione paleontologica, basata su criteri descrittivi anziché sistematici o stratigrafici, occupa quattro vetrine, inclusa una dedicata all'evoluzione;[8]
- L'esposizione zoologica è informata da un criterio classificatorio basato sull’ambientazione biologica e l’adattamento delle varie specie: molti uccelli e relativamente meno rettili, anfibi, ecc. I biomi inclusi comprendono stagni, paludi e zone acquitrinose; fiumi, laghi, estuari; boschi e foreste decidue; boschi e foreste di conifere; pianure alpine e ambienti di alta montagna; deserto; ambienti aperti, praterie e steppe; la savana; ambiente degli abitati; foresta equatoriale; ambiente marino pelagico e di fondo o bentonico.[8]

Un diorama delle volpi descrive particolareggiatamente la volpe rossa o volpe comune.